# 福笑太郎
福笑太郎（ふくしょうたろう）は、日本の音楽家である。ロックバンド出身でありながら、幅い音楽ジャンルの作詞、作曲、編曲を手掛ける。楽曲提供を主とするためステージに立つことはないが、別称で2005年日本国際博覧会などのステージにも出演している。

## 概要
2003年に、音楽プロダクションU's MUSICからメジャー・デビューした劇団ライオンバスの主要メンバーである福ちゃんとタッカマンを中心とする。ロック、ポップスをはじめ、アイドル、テレビアニメの主題歌などジャンルを問わず、楽曲提供を続けている。テレビアニメの主題歌については、パソコンゲームのファンなどからも評価が高く、現在主流となっている電波ソングの原型と評される。曲調は独創性があり、特定の音楽ジャンルにとらわれることなく、ソングライターとして楽曲を提供している。作品によっては、多数の児童や女性メンバーを起用することがある。大所帯の劇団ライオンバスのメンバーから選出されるケースも少なくない。

## 提供曲
- テレビドラマ「僕は妹に恋をする」主題歌:僕の心と君の心で（歌/作詞・作曲）
- SOYJOYマン入場曲「スゴイ!大豆PARADISE」（歌/作詞・作曲）
- テレビアニメ「下級生2」
  - オープニング曲：18（作曲）
  - エンディング曲：恋の歌（作詞・作曲）
- ゲーム「_summer」テーマ曲（作詞・作曲）
- 2005年日本国際博覧会（愛・地球博）モリゾーとキッコロ体操（歌/作詞・作曲）など
- 小坂優舞「ソーダ水とひこうき雲」 2006年9月29日（作曲）[1]